# 長角幽冥蟻屬
長角幽冥蟻屬'（Ceratomyrmex）是蟻科（Formicidae）幽冥蟻亞科（Haidomyrmecinae）下的一個已滅絕的屬，幽冥蟻亞科共9屬13種。長角幽冥蟻屬只有一個物種：Ceratomyrmex ellenbergeri ，出土於亞洲，年代為晚白堊紀。

## 歷史和分類
長角幽冥蟻屬共有四個琥珀化石，出土於緬甸克欽邦。正模標本蒐藏於中國科學院南京地質古生物研究所，編號 "NIGP164022" ；副模標本蒐藏於雷恩大學，編號 "IGR.BU-002" ；其他兩個標本為 Sieghard Ellenberger 的私人蒐藏，位於德國。鈾鉛定年法結果顯示化石的年代為 98.79 ± 0.62 百萬年，為森諾曼期的極早期，接近阿爾布期。
最早研究這些化石的是古昆蟲學家 Vincent Perrichot、Wang Bo 和 Michael Engel，他們在2016年時描述了新屬新種，刊登於《當代生物學》期刊上。屬名 Ceratomyrmex 是由兩個詞根組合而來，後綴 "myrmex" 為希臘文，意思為「螞蟻」，前綴「keratos」也是希臘文，意思為「角」，因其頭部的特化而名。種小名 ellenbergeri 是由標本擁有者 Sieghard Ellenberger 的名字而來，以感謝他出借標本以供研究。緬甸琥珀中發現的其他屬還有Burmomyrma、Camelomecia、Gerontoformica、幽冥蟻屬（Haidomyrmex）、槳角幽冥蟻屬（Linguamyrmex）、Myanmyrma 和 Zigrasimecia 。

## 生態
對於長角幽冥蟻屬高度特化的口器，Perrichot 等人對其功能提出了數個假說。現生擁有觸發式大顎（trap-jaw）的螞蟻包括鋸針蟻屬（Odontomachus）、顎針蟻屬（Anochetus ）和刺家蟻屬（Acanthognathus）等，根據這些螞蟻的行為，Perrichot 等人推測長角幽冥蟻屬角上的剛毛可以在搬運幼蟲和蛹時提供緩衝。當大顎關上時，觸發毛（trigger hair）的長度仍然足以觸發大顎。長角幽冥蟻特化的大顎也有可能是用來防禦，用來彈開獵食者或擊暈獵物。防禦的時候頭角和剛毛可能完全派不上用場，因此防禦可能不是其大顎的唯一用途。螞蟻會用大顎搬運食物和築巢的材料，而搬運的過程並不會用上頭角和剛毛，頭角和剛毛肯定有其他用途。頭角和大顎最有可能的功能是捕捉大型獵物，而剛毛可以感知獵物的位置，也可以卡住獵物以防止獵物掙脫。基於頭角和大顎的大小，長角幽冥蟻不太能捕捉小型獵物，因為獵物可以在大顎完全關上之前掙脫。

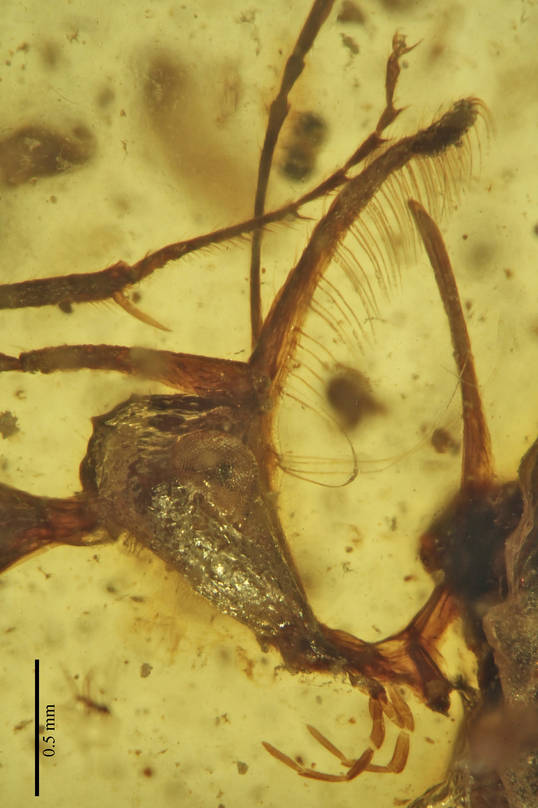
C. ellenbergeri副模式標本的頭部

## 描述
長角幽冥蟻屬工蟻的體長介於 4.5 ~ 5.9 mm，目前蟻后與雄蟻的標本從缺，因此無法獲得資訊。長角幽冥蟻屬與其他幽冥蟻亞科的差異在於頭楯部，長角幽冥蟻屬的頭楯部高度特化，在兩觸角的基部之間形成一個突出的角狀結構，角為弧狀，尖端有圓形的盤狀結構，形似鍋鏟，而其邊上環繞著針狀結構。如同其他幽冥蟻亞科的物種，長角幽冥蟻屬的大顎特化，形似鐮刀，大顎長度高過頭部，高到頭頂的頭楯部末端，形成觸發式大顎。其頭楯部在接近大顎關上時的位置有四根非常長的觸發毛（trigger-hair），頭部兩側各兩根。

## 外部連結
维基共享资源上的相關多媒體資源：長角幽冥蟻屬